# Saint-Barthélemy (Isère)
Saint-Barthélemy település Franciaországban, Isère megyében. Lakosainak száma 929 fő (2022. január 1.). Saint-Barthélemy Beaufort, Beaurepaire, Marcollin, Pisieu és Pommier-de-Beaurepaire községekkel határos.

## Népesség
A település népessége az elmúlt években az alábbi módon változott:
| Lakosok száma | 577  | 620  | 674  | 924  | 999  | 962  | 941  | 932  | 920  | 929  |
|               | 1968 | 1982 | 1990 | 2006 | 2013 | 2015 | 2017 | 2019 | 2020 | 2022 |